# 克魯沙里市鎮
43°51′N 27°45′E / 43.850°N 27.750°E
克魯沙里市，是保加利亞的城鎮，位於該國東北部，由多布里奇州負責管轄，首府設於克魯沙里，面積417.5平方公里，2009年人口5,296，人口密度每平方公里12.69人。